# Tyto balearica
Espèce
Tyto balearica est une espèce éteinte d'oiseaux strigiformes de la famille des Tytonidae, une des deux familles de chouettes.

## Aire de répartition
Cette effraie a été découverte en Corse, en Espagne continentale, aux Gymésies, en péninsule italienne, en Sardaigne et dans le Sud de la France,,.

## Datation
Elle a vécu du Miocène supérieur jusqu'au Pléistocène moyen,.

## Étymologie
L'épithète spécifique est nommée en référence au lieu de sa découverte : les îles Baléares.

## Taxinomie
Cette espèce a été décrite pour la première fois en 1980 par les naturalistes Cécile Mourer-Chauviré (née en 1939), Josep Antoni Alcover (de) (né en 1954), Salvador Moyà-Solà et Joan Pons-Moyà. Une sous-espèce a été décrite en Corse et en Sardaigne : Tyto balearica cyrneichnusae.

### Référence taxinomique
- (en) Paleobiology Database : †Tyto balearica Mourer-Chauvire et al. 1980 (consulté le 20 juin 2014).